# Võistre järv
Võistre järv är en sjö i Estland.   Den ligger i landskapet Viljandimaa, i den centrala delen av landet, 120 km söder om huvudstaden Tallinn. Võistre järv ligger 88 meter över havet. Omgivningarna runt Võistre järv är en mosaik av jordbruksmark och naturlig växtlighet.